# Денино (Тверская область)
Денино — деревня в Ржевском районе Тверской области, входит в состав сельского поселения «Итомля».

## География
Деревня находится в 27 км на запад от центра сельского поселения деревни Итомля и в 60 км на северо-запад от города Ржева, в 2 км на восток от деревни расположено урочище Ратьково.  

## История
В 1660 году на погосте Ратьково близ деревни была возведена каменная церковь Рождества Пресвятой Богородицы с теплым приделом Трех Святителей Великих. 
В конце XIX — начале XX века деревня с селом Ратьково входили в состав Гриминской волости Ржевского уезда Тверской губернии. В 1859 году в Денино было 11 дворов, 79 жителей, в Ратьково — 4 двора, 62 жителя. 
С 1929 года деревня входила в состав Мигуновского сельсовета Молодотудского района Ржевского округа Московской области, с 1935 года — в составе Калининской области, с 1958 года — в составе Ржевского района, с 1994 года — в составе Сытьковского сельского округа, с 2005 года — в составе сельского поселения «Итомля».

## Население
| 1859 | 1883 | 2002 | 2008 | 2010 |
| ---- | ---- | ---- | ---- | ---- |
| 79   | ↗112 | ↘37  | ↘35  | ↘17  |

## Достопримечательности
В урочище Ратьково близ деревни расположена недействующая Церковь Рождества Пресвятой Богородицы (1660).